# Limnephilus coloradensis
Limnephilus coloradensis là một loài Trichoptera trong họ Limnephilidae. Chúng phân bố ở miền Tân bắc.